# Orden der Treue (Spanien)
Der Orden der Treue von Valençay, auch als Auszeichnungskreuz für Treue in Valençay bezeichnet, war ein französischer Orden. Gestiftet wurde die Auszeichnung gemäß einer Verordnung vom 23. August 1814 durch Ferdinand VII. von Spanien. Sinn war die Ehrung der Treuen, die den König ins französische Ausland begleiteten und  bis zu seiner Rückkehr aus der Gefangenschaft nach Spanien an seiner Seite blieben.

## Ordensdekoration
Die Ordensdekoration hatte auf dem Mittelschild des Kreuzes die Inschrift „Valençay 1808“, den Namen des Aufenthaltsort in Frankreich. Mittig war ein goldener Hund mit der Devise „Fides“.